# Lysimachia ruhmeriana
Lysimachia ruhmeriana är en viveväxtart som beskrevs av Wilhelm Vatke. Lysimachia ruhmeriana ingår i släktet lysingar, och familjen viveväxter. Inga underarter finns listade i Catalogue of Life.